# Ratsgymnasium
Ratsgymnasium ist ein Titel, der um das Jahr 1500 an städtische Gymnasien vergeben wurde. Dies sollte der Unterscheidung von den kirchlichen Domschulen dienen.
In Deutschland existieren zahlreiche Schulen, die den Zusatz oder Namen Ratsgymnasium tragen; Beispiele sind:
- Ratsgymnasium Bielefeld
- Ratsgymnasium Erfurt
- Ratsgymnasium Gladbeck
- Ratsgymnasium Goslar
- Kaiser-Wilhelm- und Ratsgymnasium Hannover
- Ratsgymnasium Minden
- Ratsgymnasium Münster
- Ratsgymnasium Osnabrück
- Ratsgymnasium Peine
- Ratsgymnasium Rheda-Wiedenbrück
- Ratsgymnasium Rotenburg (Wümme)
- Ratsgymnasium Stadthagen
- Ratsgymnasium Wolfsburg